# Falcileptoneta tsushimensis
Falcileptoneta tsushimensis is een spinnensoort in de taxonomische indeling van de Leptonetidae.
Het dier behoort tot het geslacht Falcileptoneta. De wetenschappelijke naam van de soort werd voor het eerst geldig gepubliceerd in 1970 door T. Yaginuma.